# Shannon Town
Shannon (en irlandés: Sionainn), o Shannon Town (Baile na Sionnainne) es una localidad situada en el condado de Clare de la provincia de Munster (República de Irlanda), con una población en 2016 de 9729 habitantes. Tiene el estatus de ciudad desde el 1 de enero de 1982.
Se encuentra ubicada al oeste del país, cerca de los acantilados de Moher y de la costa del océano Atlántico.
En la localidad se encuentra el aeropuerto internacional de Shannon.